# Tommy Sale
Tommy Sale (Stoke-on-Trent, 30 aprile 1910 – Stafford, 10 novembre 1990) è stato un calciatore inglese, di ruolo attaccante.